# ریچارد تی. ویت کمب
ریچارد تی. ویت کمب (انگلیسی: Richard T. Whitcomb; ۲۱ فوریهٔ ۱۹۲۱ – ۱۳ اکتبر ۲۰۰۹) مهندس اهل ایالات متحده آمریکا بود.
وی همچنین برندهٔ جوایزی همچون نشان ملی علوم شده‌است.